# Angelo Rotta

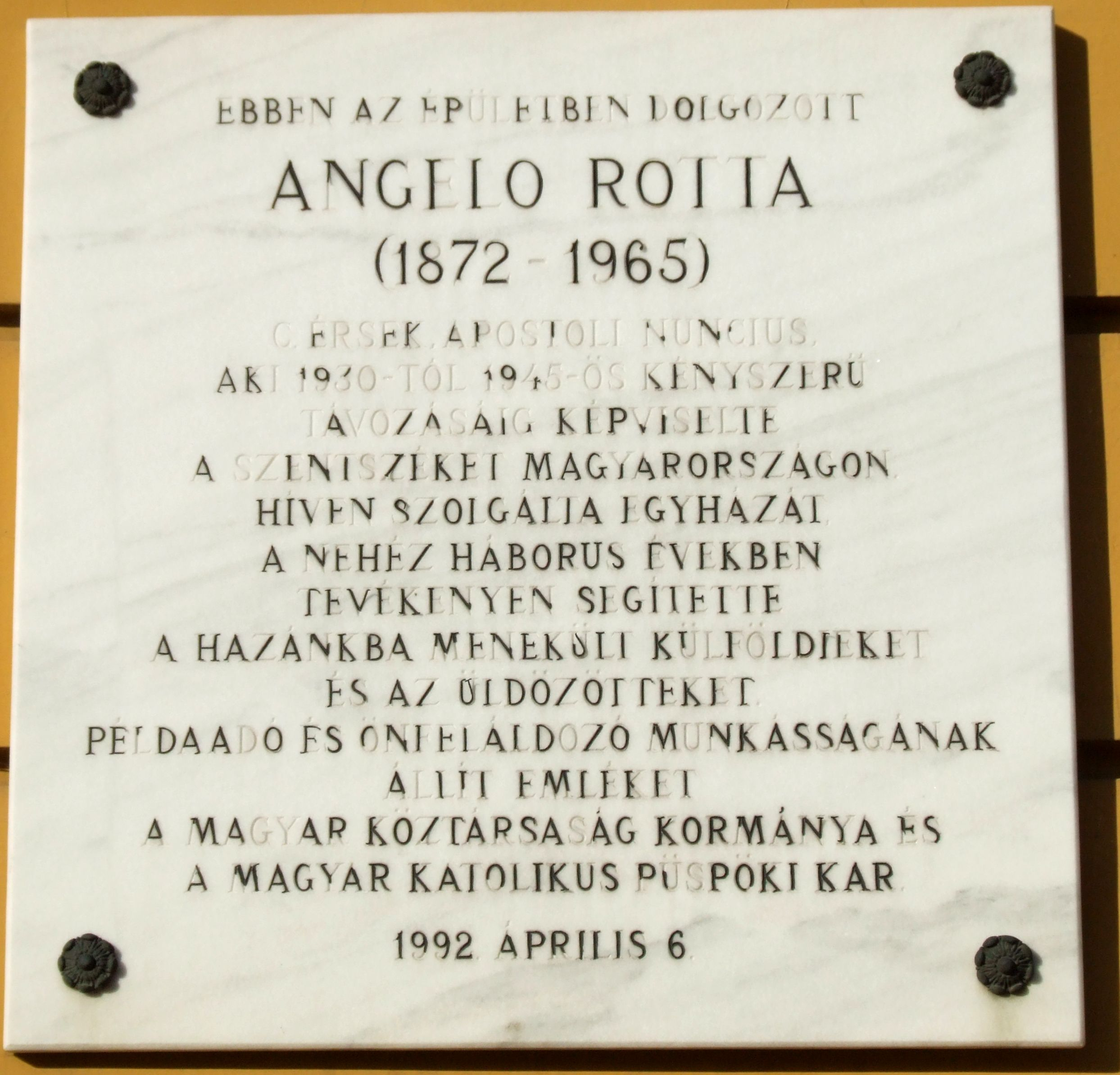
Erinnerungsplakette in Budapest

Angelo Rotta (* 9. August 1872 in Mailand; † 1. Februar 1965 im Vatikan) war zum Ende des Zweiten Weltkriegs der apostolische Nuntius in Budapest.
Während seiner frühen diplomatischen Aktivitäten in Bulgarien rettete er bulgarischen Juden durch die Ausgabe von Taufzertifikaten und Reisegenehmigungen nach Palästina das Leben. 1922 wurde er Titularerzbischof von Thebae.
Von 1944 bis 1945 trug er wesentlich zur Rettungsaktion der neutralen Staaten (Portugal, Spanien, Schweden, Schweiz und Vatikanstadt) sowie des Internationalen Komitees vom Roten Kreuz in Budapest bei (initiiert von Carl Lutz, geführt unter anderem von Giorgio Perlasca, Friedrich Born, Raoul Wallenberg, Angel Sanz Briz). Zusammen mit seinem Sekretär Gennaro Verolino stellte er mehr als 15.000 Schutzbriefe und Taufzertifikate, die er teilweise von Nuntius Angelo Giuseppe Roncalli aus Istanbul erhielt, an ungarische Juden aus. Als Doyen des Diplomatischen Korps protestierte er mehrmals vehement bei der ungarischen Regierung gegen die Deportation der Juden.
1957 zog Rotta sich aus der Diplomatie zurück. Im Jahr 1997 wurde er von Yad Vashem als Gerechter unter den Völkern geehrt.